# San Andrés (El Salvador)
San Andrés  és un lloc Maia prehispànic de El Salvador, la llarga ocupació del qual es va iniciar prop de l'any 900 aC. com un poble agrícola a la vall de Zapotitán del Departament de La Libertad. Aquest establiment aviat va ser desocupat per l'any 250 a causa de l'enorme erupció de la caldera del llac de Ilopango, i va ser novament ocupat en el segle v, juntament amb molts altres llocs de la vall de Zapotitán. Entre el 600 i el 900 San Andrés va ser la capital d'un  cacicatge maia amb supremacia sobre els altres assentaments de la vall.

## Estructures
L'àrea residencial no ha estat tan estudiada. Les recerques i excavacions a San Andrés s'han fet en el centre político-cerimonial i han revelat que, en un principi, estava dividida en la Plaça Sud -a on estaven els governants-, i la Plaça Nord.
L'any 600 la Plaça Sud va ser omplerta amb tova -deixant un túnel que conduïa a la plaça original-, i sobre seu es va erigir l'acròpolis, on es troben les estructures cerimonials i polítiques. En els extrems sud i orient de dita acròpolis es troben les piràmides o estructures "1" -la piràmide principal-, "2", "3" i "4"; en els extrems nord i ponent es troben una sèrie d'habitacions on vivien els governants -els últims palaus de San Andrés-, dels quals dos han estat reconstruïts; al sud de l'acròpoli es troba l'estructura "7", una altra estructura cerimonial.
A la Plaça Nord o Gran Plaza, es troba la piràmide o estructura "5" -nomenada la Campana de San Andrés-, la qual està unida amb l'acròpolis a través de l'estructura "6" -estructura que té forma de L-. Prop de l'estructura 5 estan les estructures on es realitzava el comerç.
Després de la conquesta espanyola, les ruïnes de San Andrés es trobaven dintre d'una hisenda colonial dedicada a la ramaderia i la producció d'anyil. Així mateix, a causa de l'erupció de El Playón el 1658, l'obrador d'anyil de la hisenda va ser sepultat, encara que va quedar conservat i quasi intacte. L'any 1996, el Govern d' El Salvador va inaugurar el Parc Arqueològic San Andrés, on el visitant pot recórrer piràmides, l'obradori el museu de lloc.